# Bangrin (Zimtenga)
Pour les articles homonymes, voir Bangrin.
Bangrin est un village situé dans le département de Zimtenga de la province de Bam dans la région Centre-Nord au Burkina Faso. En 2006, la ville comptait 744 habitants dont 52% de femmes.